# Ruellieae
- Commons
- Wikispecies

Ruellieae é uma tribo da família botânica Acanthaceae, subfamília Acanthoideae.
Apresenta as seguintes subtribos:

## Subtribos
- Andrographinae
- Barleriinae
- Justiciinae
- Ruelliinae